# Karte und Gebiet
Karte und Gebiet ist ein Roman des französischen Schriftstellers Michel Houellebecq. Das Werk erschien 2010 unter dem Originaltitel La carte et le territoire und wurde mit dem Prix Goncourt ausgezeichnet. Die deutsche Übersetzung von Uli Wittmann wurde 2011 im DuMont Buchverlag veröffentlicht.

## Handlung
Der Roman erzählt die Geschichte des in Paris lebenden, einzelgängerischen Künstlers Jed Martin. Dieser weist deutliche Parallelen mit dem Autor auf: Jed Martin ist das Einzelkind eines Architekten und verlor die Mutter durch Suizid. Der Vater ist Workaholic, und er schiebt den Sohn in ein Internat ab.
Nach dem Schulbesuch bewirbt sich der sehr belesene Jed Martin bei der École nationale supérieure des beaux-arts de Paris und legt als Bewerbungsmappe ein Dossier mit dem Titel „Dreihundert Fotos von Objekten aus dem Eisenwarenhandel“ vor. Es enthält viele tausend Fotografien, die er von gewerblichen und industriellen Erzeugnissen mit einer auf dem väterlichen Dachboden gefundenen Fachkamera der Marke „Linhof“ angefertigt hatte.
Mit am Computer bearbeiteten Fotografien von Michelin-Straßenkarten, denen er Satellitenbilder der gleichen Regionen gegenüberstellt, gelingt dem 1975 geborenen Jed Martin nach dem Kunststudium schließlich der Durchbruch in der Kunstszene. Wie mehrfach betont wird, geht es um die „Jahre um 2010“. Eine Liebesbeziehung, die er zu dieser Zeit mit Olga, der russischen PR-Agentin von Michelin, eingeht, endet, als Michelin ihr eine Stelle in ihrem Heimatland anbietet. Sie lässt Martin „sprachlos“ zurück. Als Olga später im Roman nach Paris zurückkehrt, kann Jed Martin emotional nicht an die frühere Beziehung anknüpfen.
Jed Martin beendet seine Arbeit mit Straßenkarten und beginnt einen Zyklus figurativer Malerei mit dem Titel „Serie einfacher Berufe“, an der er viele Jahre arbeitet. Die Ausstellung dieses Zyklus, seine erste seit den Straßenkarten, bedeutet für ihn den großen Durchbruch und macht ihn innerhalb kurzer Zeit zum höchstbezahlten Maler Frankreichs. Der Roman beginnt damit, dass Martin an der Fertigstellung des Werks „Damien Hirst und Jeff Koons teilen den Kunstmarkt unter sich auf“ scheitert, eines Gemäldes, das zum Berufe-Zyklus gehört hätte. Die Vorgeschichte des Künstlers ergibt sich aus diversen Rückblenden. Bei den Vorbereitungen zur Berufe-Ausstellung schlägt er seinem Galeristen vor, den Schriftsteller Michel Houellebecq das Vorwort zum Katalog schreiben zu lassen. Er erwartet, dass ein Text des umstrittenen Autors positiven Einfluss auf die Wahrnehmung der ausgestellten Werke haben wird. Jed Martin besucht daher den extrem zurückgezogen lebenden Schriftsteller Michel Houellebecq an seinem Wohnsitz in Irland, um ihm zu seiner Vorbereitung auf den erbetenen Text Fotografien seiner Werke zu zeigen. Martin schlägt Houellebecq vor, ihn zu porträtieren und ihm das Gemälde zu schenken. Der Schriftsteller willigt ein. In gemeinsamen Gesprächen entwickelt sich zwischen beiden eine beinahe freundschaftliche Annäherung. Noch im selben Jahr erwirbt der Schriftsteller sein Geburtshaus in Souppes, einem Dorf weit ab südlich von Paris und zieht dorthin.
Die seit langem geplante Ausstellung wird schließlich im Dezember des Jahres, am 11. Dezember 2013 (?), eröffnet. Sie ist ein großer Erfolg. Alle Werke werden zu überraschend hohen Preisen verkauft. Jed Martin ist ein reicher Mann und hört mit dem Malen auf.
Der Vater des Malers, schon viele Jahre aus dem von ihm gegründeten Architekturbüro ausgeschieden, lebt seit einiger Zeit in einem vornehmen Altersheim. Darmkrebs macht ihm erheblich zu schaffen. Anders als in den Jahren davor geht Jed Martin daher am 24. Dezember nicht mit ihm in einem Restaurant essen, sondern lädt ihn in sein Atelier ein. Vor dem Hintergrund einer bis dahin ausgesprochen distanzierten Beziehung zwischen Vater und Sohn entsteht zwischen ihnen an diesem Abend eine unerwartet intime Atmosphäre und der Vater erzählt erstmals vom Selbstmord von Jeds Mutter und seinem persönlichen Werdegang.
Nachdem das Porträt Houellebecqs auf der Dezember-Ausstellung gezeigt wurde, reist Martin am 1. Januar 2015, einen Monat vor seinem vierzigsten Geburtstag, zu Michel Houellebecq in die französische Provinz nach Souppes, um ihm sein Porträt zu übergeben. Auch bei dieser Gelegenheit wird deutlich, dass Houellebecq praktisch ohne soziale Kontakte allein lebt.
Geraume Zeit nach der Übergabe des Porträts wird der Schriftsteller in seinem Landhaus ermordet (2018?). Der Täter tötete den Schriftsteller und dessen Hund. Danach richtete er seine Opfer bestialisch zu. Die ermittelnde Pariser Polizei unter der Leitung von Hauptkommissar Jasselin findet keine Spuren und Hinweise auf den Täter. Sie tappt im Dunkeln. Auf der Beerdigung Houllebecqs fotografiert sie die Trauergäste auf dem Friedhof Montparnasse und kommt so auf Jed Martin. Dieser erklärt sich bereit, mit Hauptkommissar Jasselin zum Tatort zu fahren. Dort vermisst er das von ihm gefertigte Porträt, das den Mord letztlich erklärt. Es wird drei Jahre später gefunden. Der Fahrer eines mit 210 km/h fahrenden Porsche wird an der Côte d’Azur gestellt und über ihn – er hat Houellebecqs Mörder getötet – gerät die Polizei in das Haus des soeben umgekommenen Mörders von Michel Houellebecq. Dort, bei dem Besitzer einer Klinik für Schönheitschirurgie, der einige andere Menschen ermordet und deren Leichen präpariert und geschändet hat, findet sie u. a. das gestohlene Gemälde. Es wird entsprechend dem Testament des Schriftstellers Jed Martin übergeben.
Jed Martins Vater reist im Dezember des Jahres (2018?) nach Zürich, um von dem Zürcher Verein Dignitas Sterbehilfe zu erhalten. Sein Sohn erfährt das und reist ihm hinterher. Als er dort ankommt, wird ihm nur noch gesagt, dass „die Prozedur ganz normal verlaufen“ sei. Er verprügelt daraufhin die Geschäftsführerin.
Nachdem Martin das Houellebecq-Porträt erhalten hat, entschließt er sich, es zu verkaufen. Der Erlös für den Galeristen und den Maler beträgt zwölf Millionen Euro. Ein halbes Jahr darauf zieht Martin in das Haus seiner Großeltern in Châtelus-le-Marcheix, Creuse. Ähnlich wie zuvor der Schriftsteller zieht sich nun Jed Martin von allen sozialen Kontakten zurück, lässt aus seinem durch Zukäufe riesigen Grundstück eine Art Festung machen, mit Zaun und unter elektrischer Spannung stehendem Draht. Er fährt nur noch einmal je Woche nach Limoges zum Einkauf: „Die Jahre gingen, wie man so sagt, ins Land.“
Mit 60, im Jahre 2035, verlässt er erstmals wieder sein Haus in Richtung Dorf. Es ist kaum wiederzuerkennen. Der landwirtschaftlich geprägte Ort war schon lange zum Feriensitz für In- und Ausländer geworden. Nun ist es eine Art Erlebnispark. Verschwunden sind die traditionellen Landbewohner zu Gunsten von aktiven Städtern, die mit „Unternehmungsgeist und bisweilen auch gemäßigten ökologischen Überzeugungen“ das ländliche Frankreich verändern. Ähnlich ist es in der Zwischenzeit dem ganzen Land gegangen. Frankreich lebt von der Landwirtschaft und dem Tourismus.
Während Jed Martin zurückgezogen auf dem Lande lebte, entwickelte er eine neue Phase künstlerischer Praxis. Einzelheiten hierüber erfährt die Öffentlichkeit in einem vierzigseitigen Interview in ‚Art Press’. Jed filmte über rund 10 Jahre hinweg die meisten Tage der Woche über manchmal mehrere Stunden pflanzliche Details in seinem Wald, die er durch Zeitraffer und Schnitte hoch verdichtete/verkürzte. Wie in seiner Studienzeit widmete er sich danach über 15 Jahre der Dokumentation von Gegenständen. Diesmal aber filmte er ihren Zerfallsprozess, den er unter anderem mit verdünnter Schwefelsäure beschleunigte. „Das Ergebnis unterschied sich grundsätzlich von einfachen Zeitrafferaufnahmen, da der Verfallsprozess dem Betrachter nicht kontinuierlich, sondern stufenweise, mit jähen Brüchen, vor Augen trat.“
Auch als Martin an Darmkrebs erkrankt, setzt er seine künstlerische Praxis fort (anscheinend bis zu seinem Tod). Seine Werke, so die zum Schluss angebotene Interpretation, können „als nostalgisches Nachsinnen über das Ende des industriellen Zeitalters in Europa und den vergänglichen Charakter aller von Menschenhand gefertigten Dinge im Allgemeinen angesehen werden.“ – „Die Vegetation trägt den endgültigen Sieg davon.“

## Form, Interpretation
Der durchaus konventionell geschriebene Roman enthält zwei ungewöhnliche Aspekte. Einerseits führt der Autor sich selbst als Handelnden in seinen Roman ein. Das kann als Reaktion auf die erhebliche öffentliche Resonanz seiner Person verstanden werden, möglicherweise auch als ein Kokettieren mit der eigenen Person und ihrer öffentlichen Wahrnehmung. Zum anderen handelt es sich bei Karte und Gebiet insofern um einen Zukunftsroman, als die Perspektive des Autors auf das Romangeschehen mit deutlichem Zeitabstand zur Handlung liegt, irgendwo in der Zeit nach 2035 (als Jed Martin 60 wird). Houellebecq entwickelt die Geschichte um einen Zeitpunkt herum, der in den Jahren nach 2010 liegt, und führt die Vorgeschichte seines Protagonisten mit einigen Rückblenden ein. Den Charakter eines modernen Kriminalromans erhält das Werk ab der Ermordung der Romanfigur des Schriftstellers Michel Houellebecq.
Houellebecqs Roman nimmt zeitlichen Abstand zur Gegenwart mit seiner zeitlichen Perspektive und beschreibt mit „objektivem“ Ton aktuelle gesellschaftliche Entwicklungen wie den Kunstmarkt, die Bedeutung von Internet und Fernsehen, die Rolle des Konsums in der Gegenwart. Dies wird insbesondere deutlich, wenn er Jed Martins Umgang mit seiner frisch erworbenen Samsung-Kamera beschreibt oder über die Gründe für den Erwerb eines Audi berichtet. Ebenso weist die vom Autor skizzierte künstlerische Arbeit des Protagonisten auf Fragestellungen hin, die unsere Gegenwart (Verluste und Gewinne) betreffen.
Wenn auf den letzten Seiten des Buches das Frankreich der Zeit um 2035 beschrieben wird, bewegt sich der Autor vorsichtig prognostizierend im Bereich der Science Fiction. Das gilt ebenfalls für das hier beschriebene Ruhrgebiet, das der Maler Martin besucht.

## Motive, Vorbilder
Der Mord an Houellebecq mit den zahlreichen im Tat-Zimmer ornamental platzierten Leichenteilen weist verblüffende Parallelen zum Mord an der Romanfigur Pierre Vaudel in Fred Vargas’ Kriminalroman Der verbotene Ort auf. In Frankreich wurden ferner angebliche Übernahmen Houellebecqs aus der französischsprachigen Wikipedia, etwa aus Artikeln über die Stubenfliege und Beauvais, diskutiert.  Im Mai 2011 anerkannte Houellebecq seine Textübernahme aus der Wikipedia und fügte der Taschenbuchausgabe seines Werkes eine "Danksagung" zu, in der er neben Wikipedia auch verschiedenen Mitarbeitern der Polizei für Auskünfte dankte.

## Sonstiges
Der französische Wirtschaftsminister Arnaud Montebourg begründete seine Wirtschaftspolitik mit dem Buch: Er habe Angst, dass Frankreich zu einem Land werde, das ausschließlich als Tourismusstandort bekannt sei und keinerlei Industrie mehr besitze. Bei der Aktion Get caught reading, einer europaweiten Aktion, die zum Lesen von Literatur warb, stellte Montebourg Karte und Gebiet als lesenswertes Buch vor.

## Trivia
- Der Song Säulen der Gesellschaft aus dem Album Kompass ohne Norden des Berliner Rappers Prinz Pi basiert auf dem Roman[12]

## Ausgaben
- Michel Houellebecq: Karte und Gebiet. DuMont Buchverlag, 2011.
  - Gebundene Ausgabe: ISBN 978-3-8321-9639-4.
  - Taschenbuchausgabe: ISBN 978-3-8321-6186-6.